# Pak Sha Chau
Pak Sha Chau (kinesiska: 白沙洲) är en ö i Hongkong (Kina). Den ligger i den nordöstra delen av Hongkong.